# NGC 7526
NGC 7526 este o galaxie situată în constelația Vărsătorul. A fost descoperită în 28 noiembrie 1785 de către William Herschel.